# Bill Johnson (Politiker)

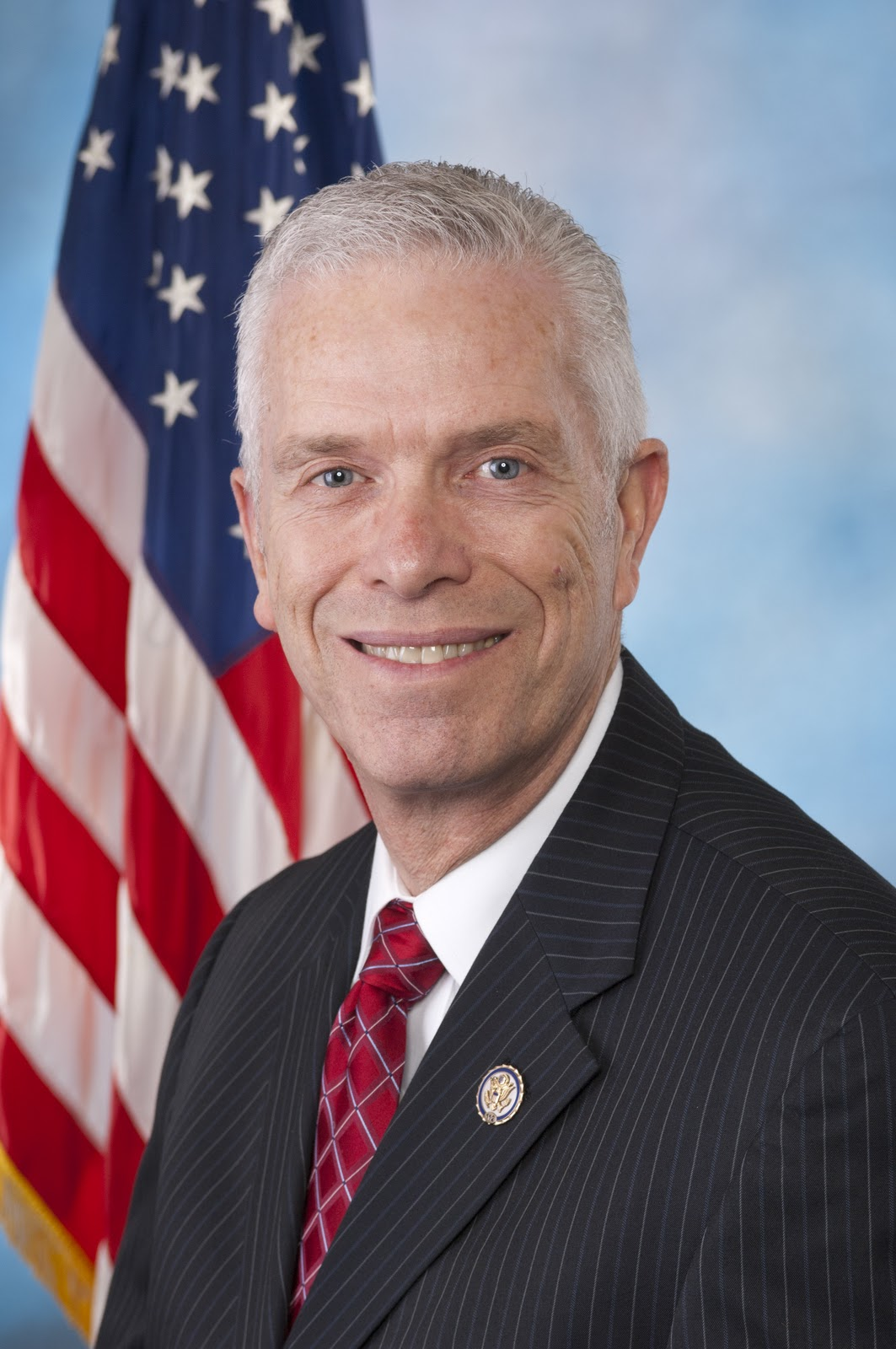
Bill Johnson (2011)

William Leslie „Bill“ Johnson (* 10. November 1954 in Roseboro, Sampson County, North Carolina) ist ein US-amerikanischer Politiker der Republikanischen Partei. Von Anfang 2011 bis Januar 2024 war er Mitglied des Repräsentantenhauses der Vereinigten Staaten für den 6. Kongressdistrikt des Bundesstaates Ohio.

## Biografie
Bill Johnson wurde in Roseboro im US-Bundesstaat North Carolina geboren. 1973 trat er in die United States Air Force ein. Während seiner Militärzeit studierte er bis 1979 an der Troy University und bis 1984 am Georgia Institute of Technology. Dort schloss er mit einem Master ab. Bis 1999 diente er in der Air Force, zuletzt im Range eines Lieutenant Colonel.
Bei den Wahlen zum US-Repräsentantenhaus 2010 konnte sich Johnson gegen den Amtsinhaber Charlie Wilson durchsetzen. Er konnte ebenfalls alle folgenden fünf Wahlen zwischen 2012 und 2020 gewinnen. Er war zunächst Mitglied im United States House Committee on Foreign Affairs, im United States House Committee on Natural Resources und im United States House Committee on Veterans’ Affairs. Später saß er im Ausschuss für Energie und Handel und im Ausschuss für Wissenschaft, Raumfahrt und Technologie (Committee on Science, Space and Technology), sowie in insgesamt vier Unterausschüssen. Am 2. Januar 2024 gab Johnson bekannt, das Repräsentantenhaus zum 21. Januar 2024 zu verlassen, um Präsident der Youngstown State University zu werden. Die Wähler seines Wahlbezirks stimmten am 11. Juni 2024 in einer Nachwahl für den Senator in Ohio Michael Rulli als Nachfolger Johnsons.
Bill Johnson ist mit LeAnn verheiratet und Vater vierer Kinder. Zusammen leben sie in Poland.